# 釜ヶ崎

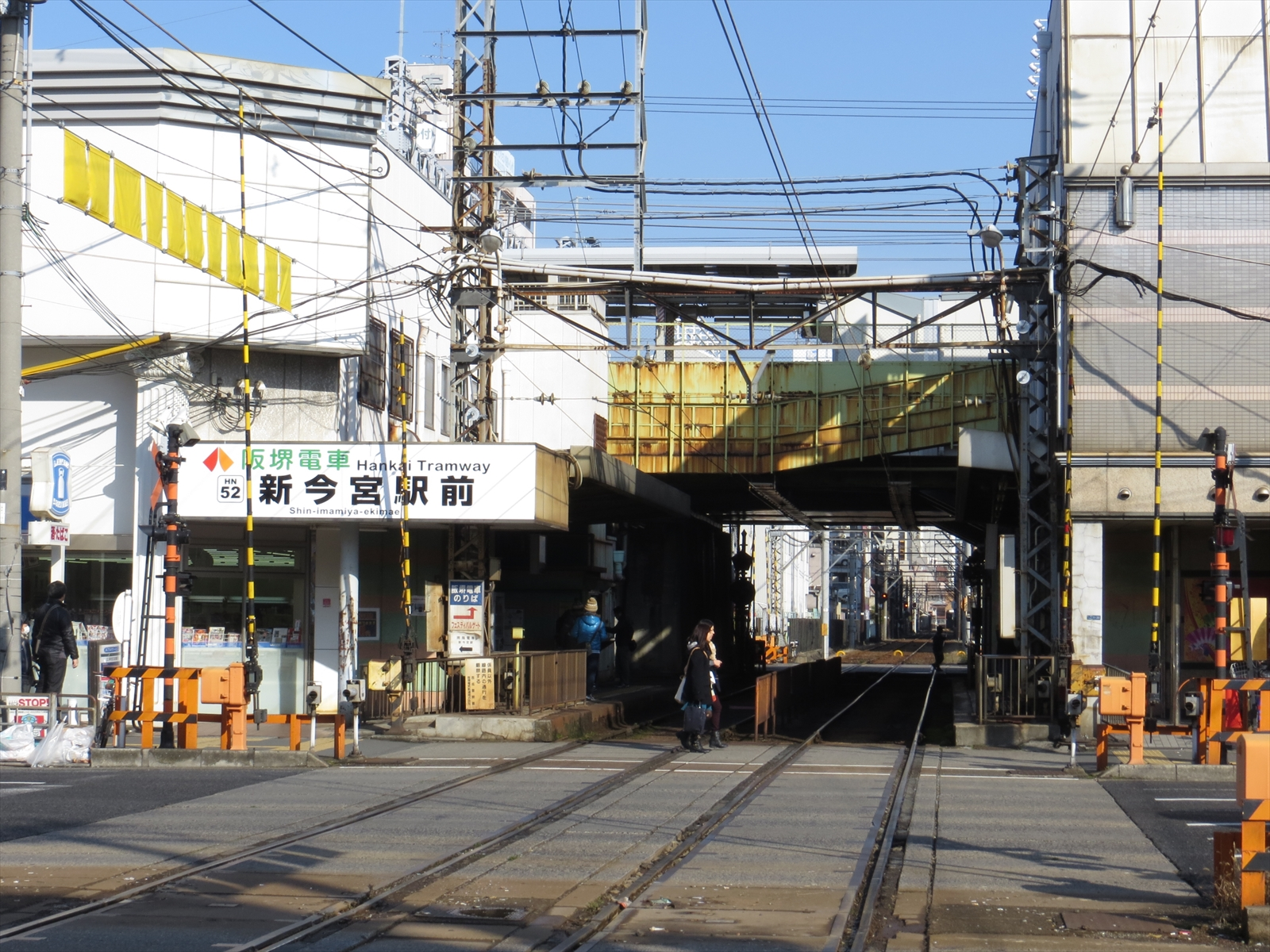
新今宮駅前停留場

釜ヶ崎（かまがさき）は、かつて摂津国・大阪府西成郡今宮村（のちに今宮町）に存在した字、および現在においてその一帯を指す地域通称。現在ではJR西日本の大和路線（関西本線）の線路以南の西成区萩之茶屋一丁目・萩之茶屋二丁目の各一部を主に指すが、当初は同線以北の浪速区恵美須西三丁目・恵美須東三丁目・戎本町二丁目の各一部も含んでいた。
いわゆるあいりん地区を含んでおり、同地区の通称としても使われる。
※本項では、釜ヶ崎の歴史について記述する。同地域の現状については、あいりん地区を参照。

## 概要
釜ヶ崎という字は1922年（大正11年）に今宮町がそれまでの今宮・木津の2大字を新町名となる37大字に改編したことにより消滅したが、現在でも地域の通称として釜ヶ崎もしくは「釜」という略称で呼ばれることも多い。あいりん（愛隣）地区という呼称は、1966年（昭和41年）5月に行政機関と報道機関における統一名称として誕生したもので、概ね釜ヶ崎の別称といってよい。
当地は、江戸時代に低湿地を干拓して誕生した。釜ヶ崎という名称の由来には、
- 「津江の庄」次いで「今宮庄」と呼ばれた今宮村に面した「名呉の浜」・「那呉の浦」・「名呉の海」と呼ばれた入江が船の発着場になっており、その南側が釜ヶ崎と呼ばれたとするもの
  - 藻塩を焼く塩焼き釜があったという説
  - 岬の形がカマの形をしていたという説

といった説がある。
なお、他に「日雇労働者への配給食料を調理するために釜で炊き出しをすることから釜が崎と呼ばれた」とする説もあるが、これは俗説であり、釜ヶ崎の呼称は日雇労働者の寄り場がこの地区に形成される以前から存在する名称である。

## 歴史

### 江戸時代
萩之茶屋周辺は、西入船町や東入船町などの旧町名が示すとおり、旧淀川の分流である木津川の河口域隣岸にあり、古くは低湿地で江戸時代にかけて新開地として開拓された。
江戸時代には、紀州街道にあたる堺筋沿いに伸びる長町（ながまち。現在のでんでんタウン界隈）に旅籠や木賃宿が立ち並んでいた。長町は都市流入人口の一時的な滞留地に加えて、失業者の滞留地の性格も次第に帯びるようになり、長町の東西に隣接する天王寺村・難波村・今宮村の各一部にあたる長町裏に大坂最大のスラム街が形成されるに至った。長町の東側、合邦ヶ辻（がっぽうがつじ。現在の浪速区下寺三丁目）などは無宿人であふれていたといわれ、1861年（文久元年）には長町に救小屋が建てられている。長町界隈には1886年（明治19年）の最盛期には、木賃宿2291戸が並び6873人が住んでいたとされる。
またこの時期には、「長屋建築規則」という規則にもとづいて、長町の老朽化した不衛生な木賃宿などの家屋が取り払われた。貧民9126人が立ち退かされ、2410戸が取り壊しを受けるなど、行政によって介入がはじまった時期でもあった。

### 明治・大正時代
しかし、コレラが流行し、長町界隈に発病者が多く、衛生面の他に治安・都市計画の面においても長町裏スラムは問題視されていた。
1897年（明治30年）の大阪市第1次市域拡張の際に、難波村の全域と天王寺村・今宮村のそれぞれ大阪鉄道（現・JR西日本関西本線）以北が大阪市へ編入された。翌1898年（明治31年）の宿屋取締規則によって大阪市域における木賃宿の営業が禁止され、1903年（明治36年）の第5回内国勧業博覧会開催（現・天王寺公園・新世界の一帯が会場となった）に先だって長町裏スラムは一掃された。このとき大阪市域を逃れて木賃宿と長町裏スラムが移住した先が、市境の南に隣接する今宮村の釜ヶ崎である。
釜ヶ崎の周辺では1912年（明治45年）に新世界、1916年（大正5年）に飛田遊廓が誕生するなど次第に市街化して行き、1917年（大正6年）には今宮村が町制を施行して今宮町となった。1922年（大正11年）に今宮町が従前の2大字を新町名となる37大字に改編したことによって字としての釜ヶ崎は消滅したが、以降も字釜ヶ崎であった範囲の通称として使用されている。そして、1925年（大正14年）の大阪市第2次市域拡張の際に大阪市へ編入された。

### 昭和〜現代
大正後期から昭和初期にかけて大大阪時代と呼ばれた隆盛期は昭和恐慌により一転し、第二次世界大戦で焼け野原となった。
約40％の人が罹災し、約250名が死亡、2400名が重軽傷を負った。
戦後、大阪市は1947年（昭和22年）から近藤-（中井）-中馬-大島と日本社会党系の市長を連続して輩出し、以降も自社相乗りの大阪市制を継承し浮浪者・貧困対策を重視した経緯から、西日本各地の貧困・浮浪者層が次第に大阪市に集積し、各地にドヤ街を形成したが、やがて釜ヶ崎一帯に集約されることで現在に至る。『都市問題研究』に収められている1959年の「西成区釜ヶ崎実態調査」によると、当時、定職を持つ者は4割、移動労働者が4割、無職者が2割だったとのこと。また、この地域に住んでいた人は世帯持ち（2割）、30～50代の単身生活者（5割）、反社会的一群（2割）、障害・老齢の身で細々生きている人たち（1割）の4つに分類できるとのこと。
1961年（昭和36年）、老年の日雇い労働者が交通事故で死亡し、その際の警察の対応に不備があったことを発端として、第一次釜ヶ崎暴動が発生。8月1日から4日にかけて労働者と警官隊が衝突して1人が死亡、約600人が負傷した。それと同時期に釜ヶ崎対策が発表され、西成保健所分室、「市立愛隣会館」といった福祉施設の充実と「市立愛隣寮」、「市立今池生活館」といった施設による住宅政策の二つが推進された。
大阪万博開催の1970年（昭和45年）には現在のあいりん労働福祉センターが設置されている。設置される以前は同センターの南側が賭博の場所として使用されており、日雇い労働者が集まる場所はそこから西にそれた場所にあった。
現在において釜ヶ崎の呼称は、上述のとおりあいりん地区の別称に残るほか、関連して「釜ヶ崎用語」などのような使われ方がされている。

## 施設・名所・旧跡
- 新今宮駅 - 西日本旅客鉄道・南海電気鉄道の駅。
- 新今宮駅前停留場 - 阪堺電気軌道の停留場。
- 今宮戎神社 - 浪速区恵美須西1丁目6-10。十日戎が知られる。
- 釜ヶ崎銀座 - 現在の西成警察署の前あたりが区画整理前釜ヶ崎銀座と呼ばれていた。
- 大阪救霊会館

## 参考資料
- 釜が崎変遷史（戦前編）（天平元一　夏の書房刊　昭和53年）